# Baywatch Nights
Baywatch Nights är en actionserie som producerades mellan 1995 och i 1997. Serien är en spinoff från Baywatch.
Baywatch Nights blev aldrig en framgång i paritet med originalserien och lades ner efter två säsonger och 44 avsnitt.

## Synopsis
Handlingen kretsar kring badvakten Mitch Buchannon (spelad av David Hasselhoff) som på nätterna extraknäcker som privatdetektiv längs Santa Monicas mörka gator och gränder.  Hans uppdrag som deckare är både spännande och farliga då han ofta kommer i kontakt med organiserad brottslighet. I seriens andra säsong så kom serien att kretsa kring övernaturliga fenomen. 

## Rollista (i uraval)
| David Hasselhoff      | – Mitch Buchannon  |
| Gregory Alan-Williams | – Garner Ellerbee  |
| Angie Harmon          | – Ryan McBride     |
| Eddie Cibrian         | – Griff Walker     |
| Lisa Stahl            | – Destiny Desimone |
| Lou Rawls             | – Lou Raymond      |
| Donna D'Errico        | – Donna Marko      |
| Dorian Gregory        | – Diamont Teague   |

## Mottagande
I Varietys recension karaktärierar Baywatch Nights som "humorlös" och att den saknar det som gjorde originalserien framgångsrik.

### Fotnoter
1. 1 2  Gallo, Phil (3 oktober 1995). ”Baywatch Nights” (på engelska). variety.com. Variety. https://variety.com/1995/tv/reviews/baywatch-nights-1200443566/. Läst 29221297.
2. ↑  David Kronke (29 september 1995). ”Shining the Light of Day on Fleshy 'Baywatch Nights'” (på engelska). Los Angeles Times. http://articles.latimes.com/1995-09-29/entertainment/ca-51279_1_baywatch-nights. Läst 20 september 2016.